# Mercapalma
Mercats Centrals de Proveïment de Palma de Mallorca, S. A., Mercapalma, és una empresa mallorquina de distribució majorista, així com de serveis logístics i complementaris a aquesta activitat majorista. Es va fundar el 1973 i té com a objecte social la promoció i explotació del mercat central majorista d'aliments peribles tals com a peix, fruites i hortalisses de Palma.
Està situada al barri de Son Riera, als afores de la ciutat, ben connectada amb la xarxa de carreteres i autovies que uneixen a Palma amb la resta de l'illa de Mallorca. Els accionistes de Mercapalma són l'ajuntament de Palma, en un 54,77 %, i l'empresa pública estatal Mercasa, amb un 45,19 %.
L'àmbit d'influència de Mercapalma el constitueix tota l'illa de Mallorca, així com les altres illes de l'arxipèlag balear, encara que en menor mesura, ja que el transport de mercaderies es troba limitat per la insularitat.
Les instal·lacions estan dividides en diverses superfícies, entre les quals destaquen les de peix, fruites i hortalisses i la d'ús polivalent. La superfície total de la parcel·la que ocupen les instal·lacions és de 350.000 m². El 2010 hi havia a les seves instal·lacions més de 120 empreses, de les quals un 46 % eren majoristes de fruites i hortalisses i peixos.